# 지하야 (통보함)
지하야(일본어: 千早)는 일본 제국 해군의 통보함이다. 함명은 우타마쿠라의 ‘치하야부루’에 나오는 오사카에 있는 지하야성을 따서 이름 붙였다. 이 이름을 가진 일본 해군의 함선은 2척이 있다.

## 개요
1898년 요코스카 해군 공창에서 기공하여, 1901년에 준공되어, 통보함으로 분류되었다. 진수식에는 메이지 천황이 행차했고, 1901년 "군함 치하야 동 미카사시에서 천황의 칙유를 받았다"는 기록이 남아있다.

1904년 발발한 러일 전쟁 시에는 여순 공략 작전, 황해 해전, 쓰시마 해전 등에 참가했다.
1912년 8월 28일, 일등 포함으로 분류를 변경했다.
제1차 세계 대전에서는 1916년, 남양 군도 경계에 투입되었다. 1918년부터 1923년에 걸쳐, 시베리아 출병에 따라 연해주 연안 경계에 투입되었다.
1928년 5월부터 10월까지 요코스카 조병창에서 연습선으로 시설 공사를 하고 9월 1일에 제적되어 잡선으로 편입됨과 동시에 연습선으로 지정되어 해군병학교에서 사용되었다. 1939년 7월 25일에 폐선으로 매각되었다.

## 참고 자료
- 구레시 해사 역사과학관 지음 『일본해군 함정 사진집 – 순양함』, 다이아몬드사, 2005년
- 片桐大自 『연합함대 군함 명명전』 보급판, 고진샤, 2003년
- 해군역사보존회 『일본해군사』 제7, 9, 10권, 第一法規出版, 1995년
- 관보